# Badhus

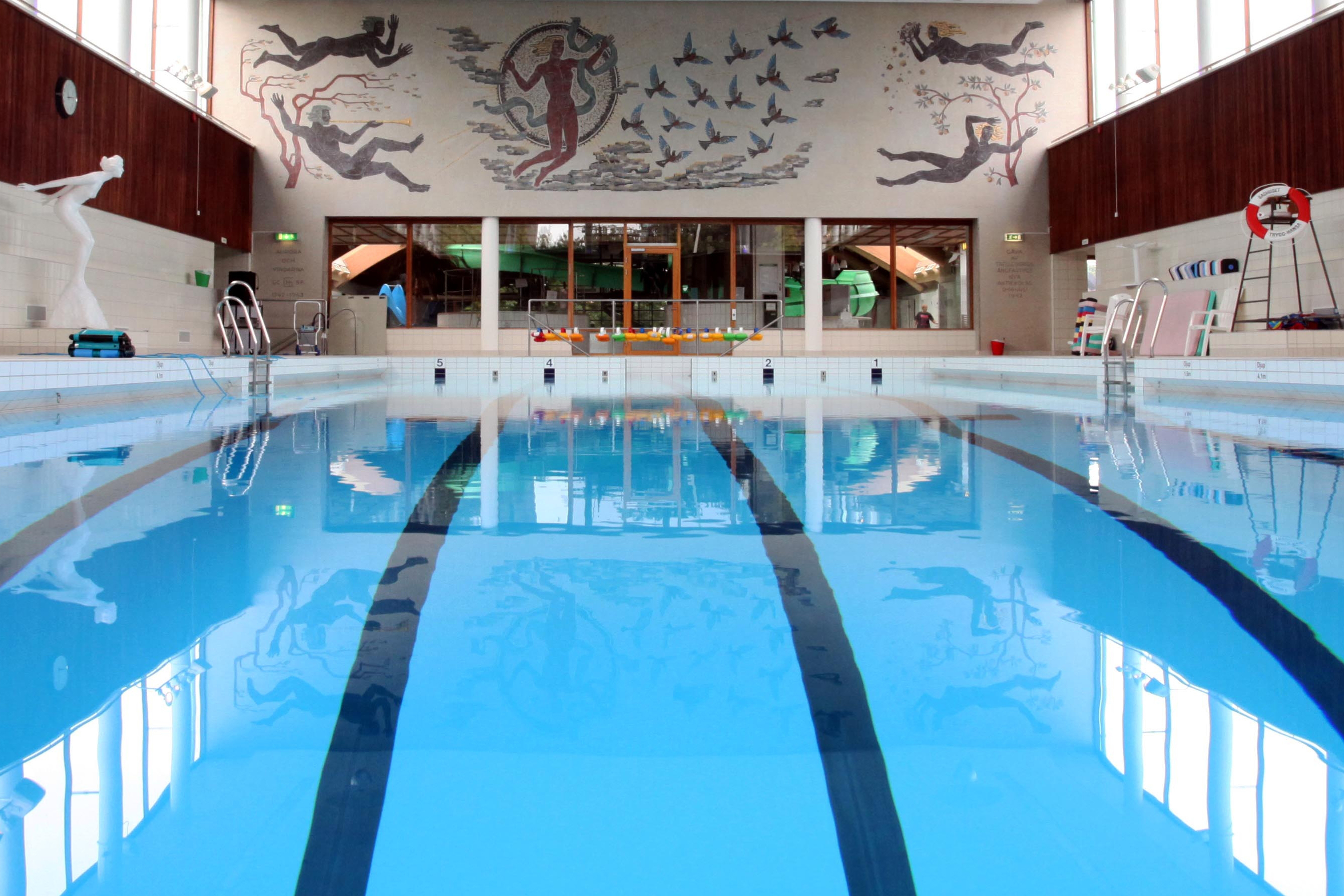
Piscina original

Badhus é uma casa termal de Treleburgo, na Escânia, na Suécia. Foi concluída em setembro de 1939 e de início se chamava apenas casa termal para distingui-la da casa de banho frio local. Seu arquiteto foi Erik Fehling e seu engenheiro, Gustav Kvist. O custo foi de 600 000 coroas suecas, das quais Treleburgo recebeu 75 000 em concessões comunais. Hoje, Badhus tem duas partes; a antiga com a piscina original de 25 metros com três trampolins de um, três e cinco metros de altura; a nova piscina, também de 25 metros, usada para competições, exercícios, ginástica aquática e natação. Há ainda hidromassagem, canoa de água, cascata, escorregador, banho de vapor, café e solários. No piso inferior há uma piscina de água quente especial com 35 graus Celsius, onde a profundidade é variável de meio metro a um metro e meio. Esta é usada principalmente para natação de bebês e reabilitação.